# Campionati europei juniores di scherma 2005
I Campionati europei juniores di scherma del 2005 (2005 European Juniors Fencing Championships) sono stati organizzati dalla Confederazione europea di scherma e si sono svolti a Tapolca, in Ungheria, dal 1º al 6 novembre 2005.
Nel fioretto, si sono aggiudicati i titoli di campione europeo il francese Pierre Boulle, che ha battuto in finale il russo Aleksej Chovanskij, e la russa Aida Šanaeva che ha avuto la meglio sulla russa Larisa Korobejnikova.
Nella spada l'italiano Edoardo Munzone ha battuto in finale il tedesco Steffen Launer, mentre tra le donne l'ucraina Jana Šemjakina ha superato l'elvetica Eleonore Evequoz
Nella sciabola l'italiano Luigi Samele ha prevalso sul rumeno Virgil Marcea, mentre la russa Ekaterina D'jačenko ha battuto la polacca Marta Wator
Nei campionati europei juniores a squadre maschili, la nazionale russa ha prevalso nella finale del fioretto contro la Polonia, mentre la nazionale francese ha vinto nella spada contro la formazione magiara, ed infine la nazionale italiana ha avuto la meglio sulla la compagine russa nella sciabola.
Nei campionati europei juniores a squadre femminili, la nazionale russa ha prevalso nella finale del fioretto contro la Germania, La Svezia ha vinto nella spada contro la compagine svizzera, ed infine la formazione russa ha avuto la meglio sulla la nazionale rumena nella sciabola.

## Podi

### Uomini
| Specialità  | Oro                                                                         | Argento                                                                       | Bronzo                                                                          |
| Individuali |                                                                             |                                                                               |                                                                                 |
| Fioretto    | Pierre Boulle                                                               | Aleksej Chovanskij                                                            | Valerio Aspromonte Michał Majewski                                              |
| Spada       | Edoardo Munzone                                                             | Steffen Launer                                                                | Roberto Bertinetti Jakub Ambroz                                                 |
| Sciabola    | Luigi Samele                                                                | Virgil Marcea                                                                 | Dmytro Bojko Nikolaj Kovalëv                                                    |
| A squadre   |                                                                             |                                                                               |                                                                                 |
| Fioretto    | Russia Artur Achmatchuzin Aleksej Chovanskij Ajrat Sitdikof Aleksandr Jakin | Polonia Michał Majewski Michał Przybysławski Michał Puzianowski Rafał Żelazko | Italia Valerio Aspromonte Alessandro Meringolo Martino Minuto Massimo Squizzato |
| Spada       | Francia Alexandre Blaszyck Tiago Morgado Adrien Penso-Tsai Jérémy Richer    | Ungheria David Csobó Dávid Losonczi András Peterdi Péter Szényi               | Svizzera Max Heinzer Sébastien Lamon Tobias Messmer Louis Pictet                |
| Sciabola    | Italia Luigi Samele Alberto Pellegrini Luigi Miracco Massimiliano Murolo    | Russia Nikolaj Kovalëv Andrej Mudrickij Veniamin Rešetnikov Artëm Zanin       | Ucraina Dmytro Bojko Anton Kuksa Oleksandr Torčuk Andrij Jahodka                |

### Donne
| Specialità  | Oro                                                                        | Argento                                                              | Bronzo                                                                     |
| Individuali |                                                                            |                                                                      |                                                                            |
| Fioretto    | Aida Šanaeva                                                               | Larisa Korobejnikova                                                 | Julija Rašidova Viola Hänlein                                              |
| Spada       | Jana Šemjakina                                                             | Eleonore Evequoz                                                     | Valentina Gribova Jennifer Sandmann                                        |
| Sciabola    | Ekaterina D'jačenko                                                        | Marta Wator                                                          | Dóra Varga Olena Chomrova                                                  |
| A squadre   |                                                                            |                                                                      |                                                                            |
| Fioretto    | Russia Aida Šanaeva Larisa Korobejnikova Julija Rašidova Elena Mitrofanova | Germania Viola Hänlein Mandy Merkert Roxanne Merkl Hannah Roder      | Francia Berangere Genevois Mathilde Guichoux Julie Huin Anne-Carole Zouari |
| Spada       | Svezia Johanna Bergdahl Emma Väggö Emma Wertsén Nina Westman               | Svizzera Andrina Baur Eleonore Evequoz Tiffany Géroudet Simone Näf   | Ucraina Oleksandra Firsova Olena Rejzlina Jana Šemjakina Olena Zadorožna   |
| Sciabola    | Russia Veronika Danilova Ekaterina D'jačenko Ol'ga Sozina Anna Tkačenko    | Romania Alexandra Chiper Elena Munteanu Bianca Pascu Georgiana Vicol | Italia Livia Stagni Irene Vecchi Loreta Gulotta Ilaria Jane Romano         |